# Bộ Tài chính (Việt Nam)
Bộ Tài chính là cơ quan của Chính phủ nước Cộng hòa xã hội chủ nghĩa Việt Nam thực hiện chức năng quản lý nhà nước về tài chính, ngân sách nhà nước, thuế, phí, lệ phí và thu khác của ngân sách nhà nước, dự trữ quốc gia, các quỹ tài chính nhà nước, đầu tư tài chính, tài chính doanh nghiệp và hoạt động dịch vụ công trong lĩnh vực tài chính - ngân sách, hải quan, kế toán, kiểm toán độc lập và giá cả trong phạm vi cả nước; thực hiện đại diện chủ sở hữu phần vốn của nhà nước tại doanh nghiệp theo quy định của pháp luật.

## Lịch sử

### Chấn chỉnh ngân sách 1945 - 1950
Ngày 28 tháng 8 năm 1945, Chính phủ Cách mạng Lâm thời Việt Nam Dân chủ Cộng hòa được thành lập. Hội đồng Chính phủ cải tổ các cơ quan trực thuộc Chính phủ trong đó có Bộ Tài chính. Bộ trưởng đầu tiên là Phạm Văn Đồng. Ngày 28 tháng 8 hàng năm được lấy làm ngày truyền thống của ngành tài chính.
Tháng 7 năm 1946 một hệ thống ngân sách mới đã được hình thành bao gồm: ngân sách Nhà nước, ngân sách quốc phòng, ngân sách hỏa xa, ngân sách của ba kỳ: Bắc, Trung, Nam và ngân sách của hai thành phố Hà Nội - Hải Phòng.
Năm 1947 do chiến sự lan rộng, không có điều kiện lập ngân sách nên Bộ Tài chính chỉ lập một quỹ chi tiêu cho cả nước và phân cấp công quỹ cho mỗi tỉnh để tránh việc địch chia cắt, phong tỏa. Sau chiến thắng Việt Bắc thu đông 1947, tình hình đã sáng sủa và tương đối ổn định hơn, nên cần phải lập ngân sách để Chính phủ có phương tiện quản lý thu chi của Nhà nước, tránh chi tiêu tùy tiện, lãng phí. Hệ thống ngân sách thời chiến được đơn giản, chỉ gồm hai cấp: ngân sách Nhà nước và ngân sách xã. Ngân sách Nhà nước chia làm hai phần: phần chi thu thường do các nguồn thu thường xuyên bảo đảm (thuế, công trái, các quỹ) và phần chi tiêu quốc phòng, phần lớn dựa vào phát hành giấy bạc. Ngân sách xã đảm bảo những chi tiêu của xã, thăng bằng do những nguồn thu riêng của xã và nếu thiếu thì quỹ hỗ trợ xã hoặc ngân sách Nhà nước trợ cấp. Trong phần chi thu thường của ngân sách Nhà nước có ba loại chi quan trọng nhất là: chi hành chính (nội chính; ngoại giao, tư pháp, quốc hội, bộ máy chính quyền các cấp...), chi kinh tế (canh nông, giao thông, thủy lợi) và chi văn hóa xã hội (giáo dục, y tế, thương binh, cứu tế...).
Để giảm bớt chi tiêu về bộ máy Nhà nước, năm 1950 Chính phủ đã thực hiện việc tinh giảm biên chế, chuyển bớt nhân viên hành chính sang các ngành quân sự và sản xuất. Nhưng để đảm bảo đời sống cho cán bộ, bộ đội, công nhân viên chức, chế độ lương bổng được tính theo gạo (mức tối thiểu là 35 kg, tối đa là 72 kg). Gia đình công nhân viên chức cũng được trợ giúp một phần (vợ 11 kg, con dưới 16 tuổi 5,5 kg một tháng). Vì vậy quỹ lương chiếm một vị trí rất quan trọng trong ngân sách Nhà nước, nhất là khi tiền tệ ngày một sụt giá, giá gạo không ngừng lên cao. Nhìn chung số thu của ngân sách Nhà nước chỉ đảm bảo được một phần nhỏ số chi nên hướng phấn đấu đề ra lúc ấy là cố gắng thăng bằng phần thu chi thường và tranh thủ thu nhiều hơn chi để dành một phần kinh phí bảo đảm chi tiêu quốc phòng, giảm bớt dần việc phát hành giấy bạc. Để ổn định kế hoạch ngân sách, tránh những biến động do tiền tệ bấp bênh gây nên, ngân sách Nhà nước ghi thu và ghi chi bằng thóc. Việc cấp phát được thực hiện một phần bằng hiện vật để bớt phải dùng đồng tiền.
Theo thể lệ chi thu và kế toán đại cương ban hành năm 1948 thì tài chính Nhà nước được quản lý theo nguyên tắc tập trung, thống nhất: mọi quyền hạn về thu, chi đều tập trung ở Trung ương nhưng có ủy quyền trong phạm vi nhất định cho các địa phương. Thời kỳ đầu việc ủy quyền còn hẹp, các địa phương có ít quyền hạn thực tế nên ít quan tâm đến công tác tài chính, việc kiểm soát bị buông lỏng, tham ô, lãng phí khá phổ biến.
Từ cuối năm 1949 cấp khu được ủy quyền sử dụng phần ngân sách thuộc địa phương mình và xét duyệt các khoản chi tiêu của các cơ quan trong địa phương. Việc thanh tra, kiểm tra tài chính được tăng cường bước đầu do việc thành lập Nha tổng thanh tra tài chính. Việc thành lập ngân sách xã nhằm đáp ứng yêu cầu củng cố chính quyền nhân dân ở cấp cơ sở đồng thời chấn chỉnh công tác tài chính ở xã, tránh việc huy động tùy tiện và sử dụng lãng phí tài sản của nhân dân. Việc thi hành các biện pháp nói trên để góp phần tích cực vào việc đảm bảo nhu cầu ngày càng lớn của kháng chiến, thực hiện khẩu hiệu của chiến tranh nhân dân là "toàn dân tham gia, toàn dân đóng góp".
Tuy nhiên việc thi hành chính sách tài chính có nhiều thiếu sót: huy động còn bình quân, chính sách thuế còn dè dặt, thu không đủ chi, dựa nhiều vào phát hành giấy bạc để chi tiêu cho quân sự và cho hành chính. Kết quả là lạm phát quá mức, đồng tiền mất giá, giá hàng thường xuyên đột biến: mức thuế động viên vừa thấp, vừa chưa đánh mạnh vào tầng lớp có nhiều thóc, nhiều tiền. Thuế lại thu bằng tiền nên chỉ bảo đảm được một phần nhỏ yêu cầu chi của Nhà nước. Thuế điền thổ và quỹ công lương từ năm 1950 đã chuyển sang thu bằng hiện vật, theo lũy tiến nhưng mức huy động còn chưa sát. Cách xây dựng ngân sách không phản ánh được hoạt động của các ngành kinh tế và sự đóng góp của các tầng lớp nhân dân. Ngân sách cũng không làm cho các địa phương thấy rõ nhiệm vụ của mình đối với Nhà nước, nặng về trông chờ, ỷ lại vào trung ương. Quá trình xây dựng và xét duyệt ngân sách lại quá giản đơn. Việc quản lý ngân sách thiếu chặt chẽ. Nhiều khoản quyên góp và khoản thu của địa phương nằm ngoài ngân sách Nhà nước, làm cho tài chính bị phân tán, nhân dân kêu ca đóng góp nhiều nhưng tiền không vào trong ngân khố quốc gia.
Thời kỳ 1950 - 1951 là thời kỳ kinh tế tài chính gặp nhiều khó khăn to lớn do hoàn cảnh khách quan của cuộc kháng chiến và do nguyên nhân chủ quan của ta, trong đó có khuyết điểm về công tác quản lý kinh tế tài chính còn nhiều lúng túng, bị động và việc tổ chức thực hiện cũng có nhiều thiếu sót.

### Thống nhất quản lý tài chính 1951-1954
Trước năm 1951, tài chính rất phân tán, "các địa phương, các ngành còn phải lo liệu tự túc, phải tự xoay xở lấy một phần kinh phí. Các món thu cho quỹ địa phương chồng lên các món thu cho ngân sách toàn quốc. Như thế đã phiền cho dân mà lại thiệt cho ngân sách toàn quốc vì phần lớn các khoản chi tiêu do ngân sách toàn quốc đài thọ. Vì thế việc phát hành giấy bạc ngày càng tăng làm cho tiền tệ, vật giá bấp bênh, nền kinh tế quốc dân ngày càng khó khăn, ảnh hưởng đến cuộc kháng chiến lâu dài. Nay yêu cầu kháng chiến ngày càng nhiều và cần phải được đảm bảo cung cấp đều đặn, sự đóng góp của nhân dân vào công cuộc kháng chiến phải được huy động đúng mức: Không quá khả năng để làm cạn nguồn đóng góp của nhân dân nhưng cũng không quá nhẹ để đến nỗi không đảm bảo được cung cấp.
Vì vậy việc thống nhất quản lý thu chi tài chính phải được thực hiện một cách gấp rút". Nội dung của chính sách thống nhất quản lý, thu chi tài chính là: các khoản thu đều do Chính phủ quy định và tập trung, thống nhất quản lý để việc đóng góp của nhân dân được công bằng, hợp lý hơn, khả năng của công quỹ được dồi dào thêm. Mặt khác lại chấm dứt được việc địa phương đặt ra nhiều khoản đóng góp lặt vặt chồng chất lên thuế của Trung ương, có khi huy động quá khả nâng của nhân dân. Về chi thì Chính phủ thống nhất quản lý các khoản chi tiêu của Nhà nước cho đến cấp huyện, làm cho tiền của do nhân dân đóng góp được sử dụng một cách tiết kiệm, có trọng điểm, tập trung vào việc cung cấp cho tiền tuyến. Có thống nhất quản lý thu chi ngân sách Nhà nước thì mới lãnh đạo tập trung được về chính sách, chế độ, tiêu chuẩn, định mức, mới quản lý được số người trong biên chế của Nhà nước, tránh được tình trạng thu chi không cân đối. Mặt khác mới phát huy được tác dụng phân phối và phân phối lại bằng đỏng tiền của ngân sách.

### Giai đoạn 1955-1960
Từ năm 1955 đến năm 1957, ba năm khôi phục kinh tế, thực hiện các nhiệm vụ kinh tế xã hội cũng là ba năm phấn đấu hoàn thành các nhiệm vụ tài chính đã được Đảng và Nhà nước đề ra. Kết quả thực hiện các chính sách, chế độ, biện pháp tài chính đã được ban hành thể hiện tổng hợp ở ngân sách Nhà nước và ở tác động của ngân sách đến việc triển khai các nhiệm vụ kinh tế xã hội. Nhìn vào cơ cấu ngân sách và kết quả thu chi ngân sách, thấy rõ việc thực hiện ngân sách đã có sự thay đổi đáng kể so với trước, phù hợp với tình hình và nhiệm vụ giai đoạn khôi phục kinh tế.
Về thu thì số thu trong nước tăng nhanh, năm 1957 gần gấp đôi năm 1955 trong đó thu từ xí nghiệp quốc doanh tăng nhanh nhất, chiếm tỷ trọng lớn trong tổng số thu Ngân sách, chứng tỏ Đảng và Nhà nước đã rất quan tâm đến việc phát triển kinh tế quốc doanh ngay trong thời gian khôi phục kinh tế, đó là sự đảm bảo chắc chắn cho việc cải tạo xã hội chủ nghĩa và xây dựng kinh tế xã hội chủ nghĩa cũng như cho sự ổn định và phát triển của tài chính và ngân sách Nhà nước trong những chặng đường tiếp theo. Về chi thì quy mô, phương hướng và kết cấu thay đổi rõ rệt so với thời kỳ kháng chiến, phản ánh đúng và đáp ứng tốt đòi hỏi của nhiệm vụ mới.
Từ năm 1958 đến năm 1960, nhờ những cố gắng về mọi mặt thực hiện thắng lợi kế hoạch cải tạo xã hội chủ nghĩa và phát triển kinh tế văn hoá nền sản xuất xã hội của miền Bắc với tốc độ nhanh. Bình quân hàng năm sản phẩm xã hội tăng 14,1% thu nhập quốc dân càng tăng với nhịp độ cao. Trên cơ sở thu nhập quốc dân tăng và với các chính sách tài chính được hoàn thiện, bổ sung thêm, đã cố gắng tổ chức công tác động viên nguồn vốn trong nước, tranh thủ nguồn vốn ngoài nước nên thu ngân sách Nhà nước tăng nhanh qua từng năm với tốc độ cao, đáp ứng nhu cầu của nhiệm vụ cách mạng trong giai đoạn mở đầu công cuộc xây dựng kinh tế xã hội chủ nghĩa. Mặc dầu nguồn viện trợ của các nước anh em ngày càng nhiều, tỷ trọng số thu trong nước tong tổng số thu ngân sách vẫn tăng lên năm sau cao hơn năm trước, nhất là thu từ kinh tế quốc doanh. Nhịp độ tăng thu từ kinh tế quốc doanh, nhanh hơn nhiều so với nhịp độ tăng thu ngân sách nói chung, so với nhịp độ tăng nguồn thu trong nước nói riêng, đánh dấu bước chuyển biến rất cơ bản của nền tài chính. Ngân sách Nhà nước, kế hoạch cơ bản của tài chính Nhà nước, đã tạo được chỗ dựa vững chắc là nền kinh tế quốc dân phát triển, lại có cơ sở đảm bảo tính ổn định là khu vực kinh tế quốc doanh ngày càng lớn mạnh đóng góp tới trên 60% tổng số thu ngân sách hàng năm. Tình hình đó đã thể hiện tính đúng đắn của quan điểm tự lực, tự cường kết hợp tranh thủ và sử dụng có hiệu quả sự viện trợ của các nước anh em, của quan điểm gắn chặt cải tạo xã hội chủ nghĩa và phát triển kinh tế trong giai đoạn 1958-1960.

### Cải tiến chế độ thu Ngân sách Nhà nước 1960-1965
Từ năm 1961 đến năm 1965, Cải tiến các chế độ thu ngân sách nhà nước. Chế độ thuế đối với các xí nghiệp quốc doanh lúc này, cũng giống như chế độ thuế đối với khu vực kinh tế tư nhân bao gồm nhiều thứ thuế (thuế doanh nghiệp, thuế hàng hóa...) và thu ở nhiều khâu (cả ở khâu sản xuất và khâu lưu thông). Chế độ nhiều thứ thuế, nhiều khâu thu thích hợp đối với kinh tế cá thể, song áp dụng đối với kinh tế quốc doanh thì chế độ này lại gây ra những phiền hà không cần thiết. Hơn nữa đại bộ phận tích lũy tiền tệ được thực hiện thông qua lợi nhuận ổn định và kịp thời, đồng thời cũng không có lợi cho việc củng cố chế độ hạch toán kinh tế của các xí nghiệp.
Vì những lẽ trên, đến năm 1961, thi hành chỉ thị của đại hội đại biểu toàn quốc lần thứ ba, Nhà nước cho áp dụng thí điểm chế độ thu mới gọi là Chế độ thu quốc doanh: Theo chế độ thu này, đại bộ phận tích luỹ tiền tệ của xí nghiệp được tập trung vào ngân sách Nhà nước qua một hình thức thu cố định gọi là Thu quốc doanh. Mức thu quốc doanh được xác định riêng cho từng mặt hàng hoặc từng loại hàng đó có tích luỹ tiền tệ nhiều hay ít. Về khâu thu được thí điểm thực hiện cả ba phương án thu ở khâu sản xuất; thu ở khâu lưu thông: vừa thu ở khâu sản xuất vừa thu ở khâu lưu thông. Nhưng cuối cùng dứt khoát chọn phương án thu ở khâu sản xuất. Mỗi khi thuế vốn tiêu thụ sản phẩm xí nghiệp phải căn cứ vào số sản phẩm tiêu thụ và mức thu quốc doanh quy định cho mỗi mặt hàng, loại hàng tính số thu quốc doanh và nộp vào ngân sách Nhà nước: Chế độ thu quốc doanh được áp dụng thí điểm đầu tiên ở các nhà máy: Cơ khí Hà nội, Diêm thống nhất, thuốc Lá Thăng long và dệt Nam đinh.
Tháng 10-1962 chế độ thu quốc doanh đã được áp dụng thí điểm rộng rãi hơn và thực tế đã chứng tỏ hình thức thu quốc doanh là phù hợp với quan hệ sản xuất mới nó phản ánh đúng hoạt động kinh tế của xí nghiệp. Khoản thu quốc doanh được nộp mỗi khi xí nghiệp bán hàng và thu được tiền hàng, mức thu được cố đinh không phụ thuộc vào tình hình giá thành thực tế của sản phẩm tiêu thụ đã có tác dụng tăng cường hạch toán kinh tế của xí nghiệp. Mặt khác nó cũng bảo đảm cho ngân sách Nhà nước có được nguồn thu nhập ổn đinh và kịp thời do phần lớn tích lũy tiền tệ được nộp ngay sau khi xí nghiệp công nghiệp tiêu thụ sản phẩm. Cùng với việc mở rộng thí điểm chế độ thu quốc doanh, Nhà nước còn quy định chế độ trích nộp và Sử dụng lợi nhuận của các xí nghiệp.Theo quy định này quyền tự chủ về tài chính của xí nghiệp được rõ ràng hơn so với trước. Cụ thể là lợi nhuận của các xí nghiệp quốc doanh phải trích nộp một phần vào ngân sách Nhà nước, phần lợi nhuận còn lại, xí nghiệp được dùng để lập quỹ xí nghiệp, bổ sung kinh phí chuyên dùng, đầu tư một phần vào việc kiến thiết cơ bản mở rộng của xí nghiệp và bổ sung vốn lưu động.
Đối với kinh tế tập thể và cá thể, chế độ thu tài chính vẫn giữ nguyên những nguyên tắc căn bản, nhưng cũng có những bổ sung quan trọng để vừa bảo đảm nguồn thu quan trọng cho ngân sách, vừa thúc đẩy củng cố, hoàn thiện quan hệ sản xuất mới, xã hội chủ nghĩa trong nông nghiệp và tiểu thủ công nghiệp. Tháng 12-1963 Chính phủ chủ trương ổn định nghĩa vụ thuế nông nghiệp. Lúc này sau khi đã căn bản hoàn thành hợp tác hoá nông nghiệp, đơn vị tính và nộp thuế nông nghiệp đã là hợp tác xã. Việc ổn định nghĩa vụ thuế nông nghiệp được tiến hành cụ thể như sau: cho các hợp tác xã và nông dân cá thể (thời kỳ này vẫn còn một ít nông dân cá thể chưa vào hợp tác xã) được phép lấy sản lượng thường niên của ruộng đất đã xác định từ năm 1958 và thuế suất bình quân năm 1961 làm cơ sở tính thuế đó, ổn định nghĩa vụ nộp thuế cho các hợp tác xã và nông dân cá thể. Việc ổn định nghĩa vụ thuế nông nghiệp đã có tác dụng làm cho nông dân phấn khởi, yên tâm sản xuất, cố gắng tăng thêm diện tích, tăng năng suất và sản lượng lương thực trên cơ sở đó mà có điều kiện để cải thiện đời sống, đồng thời góp phần tích cực vào sự nghiệp công nghiệp hoá xã hội chủ nghĩa.
Đối với các hoạt động công thương nghiệp, để đề cao tính ưu việt của hình thức cải tạo xã hội chủ nghĩa đối với tư bản tư doanh, từ năm 1963, các xí nghiệp công tư hợp doanh được chuyển sang làm nghĩa vụ tài chính đối với Nhà nước như các xí nghiệp quốc doanh. Các xí nghiệp này nộp thu quốc doanh và lợi nhuận chứ không nộp thuế như trước. Chính sách thuế sát sinh cũng được sửa đổi. Theo quyết định của Ủy ban Thường vụ Quốc hội thì từ nay thuế sát sinh được nộp theo mức cố định theo đầu con súc vật bị giết thịt, chứ không tính theo 10% giá trị con súc vật bị giết như trước nữa. Sự sửa đổi này" nhằm chống lạm sát súc vật, khuyến khích việc chăn nuôi đạt trọng lượng lớn.

### Đổi mới cơ chế quản lý Tài chính 1965-1975
Yêu cầu rất to lớn và khẩn trương của nền tài chính quốc gia trong thời kỳ cả nước có chiến tranh với những nhiệm vụ đặc biệt là vừa tiếp tục xây dựng chủ nghĩa xã hội, vừa chiến đấu chống xâm lược được phản ánh tập trung qua quan hệ cân đối thu chi ngân sách Nhà nước. Quy mô ngân sách Nhà nước lên gấp bội so với thời gian 1961 - 1965. Số thu từ 1966 - 1970 gấp 2 lần, từ 1971 - 1975 gấp 2,7 lần. Về chi ngân sách, tốc độ tăng nhanh hơn tăng thu: so với 5 năm 1961 - 1965, số chi trong 5 năm 1966 - 1970 tăng gấp 2 lần, trong 5 năm tiếp theo gấp 2,8 lần. Do đó, ngân sách lâm vào tình trạng bội chi liên tục, càng về những năm cuối chiến tranh, mức bội chi càng cao. Trong thời gian 1961 - 1965, bội chi 1,29%, chủ yếu tập trung vào năm 1965, năm bắt đầu có chiến tranh phá hoại của đế quốc Mỹ trên miền Bắc, từ năm 1966 đến năm 1975 bội chi 1,93%, riêng trong các năm 1971 - 1975 lên tới 3,26%.
Với hệ thống đã xây dựng hoàn chỉnh trong thời gian kế hoạch 5 năm lần thứ nhất (1961-1965) bao gồm đủ năm khâu (ngân sách Nhà nước, tài chính xí nghiệp, tín dụng, bảo hiểm xã hội, bảo hiểm Nhà nước), tài chính nước ta trong thời kỳ 1966 - 1975 đã mở rộng quy mô hoạt động, nâng cao tầm vóc của ngân sách Nhà nước, kể cả ngân sách trung ương và ngân sách địa phương, phát triển đáng kể các nghiệp vụ bảo hiểm, tăng cường công tác tín dụng trong sự kết hợp, phối hợp chặt chẽ với ngân sách Nhà nước; đặc biệt là đã cải tiến quản lý theo hướng nâng cao trình độ hạch toán kinh tế, nhằm mục tiêu tiết kiệm và hiệu quả cao trong việc sử dụng nguồn vốn của Nhà nước, của các cơ sở kinh tế quốc doanh cũng như tập thể, trung ương cũng như địa phương.
Nhưng mặt khác, chịu sự tác động sâu sắc của chiến tranh, nền tài chính phải gánh chịu những hậu quả nặng nề để lại cho thời kỳ sau. Đó là tình trạng bội chi ngân sách; là sự buông lỏng quản lý mà những cố gắng đấu tranh để giữ nề nếp, kỷ cương trong quá trình chiến tranh chỉ có tác dụng hạn chế, chứ không khắc phục được triệt để; là sự hẫng hụt lớn về nguồn thu khi mà viện trợ đặc biệt trong chiến tranh không còn; là chế độ bao cấp vốn đã có mầm mống từ trước, lại được nuôi dưỡng bằng chế độ chi tiêu đặc biệt cho các nhu cầu của chiến tranh, nhiều khi mang tính chất vô điều kiện, bảo đảm được việc bằng mọi giá để đánh thắng kẻ thù, làm cho tư tưởng bao cấp, tính ỷ lại và thiếu trách nhiệm ăn sâu, bám rễ vào các ngành, các cấp.

### Giai đoạn 1976-1980:
Để đảm bảo nguồn thu Ngân sách, Nhà nước đã thi hành chính sách tài chính tích cực động viên đối với kinh tế quốc doanh và kinh tế tập thể, cá thể, đồng thời tranh thủ thu hút nguồn vốn từ nước ngoài dưới hình thức nhận viện trợ và vay nợ.
Chi Ngân sách bước đầu đảm bảo chi cho các nhiệm vụ kinh tế - xã hội của cả nước: Tốc độ chi tăng nhanh hơn tốc độ thu Ngân sách. Trong giai đoạn 1976-1980, tổng số chi bằng 5,44 lần so với giai đoạn 1961-1965 (trong đó chi tích luỹ bằng 3,67 lần và chi tiêu dùng bằng 7,72 lần). So với 10 năm 1966-1975, tổng số chi bằng 1,13 lần (trong đó chi tích luỹ chỉ bằng 0,99 lần, nhưng chi tiêu dùng bằng 1,24 lần). Về phân phối vốn của Ngân sách, trong điều kiện nguồn thu có hạn, ngoài phần chi bảo đảm kinh phí quốc phòng, an ninh và cho tiêu dùng, Ngân sách đã cố gắng dành phần đáng kể cho chi tích luỹ, làm cho cơ cấu chi Ngân sách trong giai đoạn 1976-1980 có thay đổi: chi tiêu dùng chiếm tỷ trọng 60,8% tổng số chi Ngân sách (cao hơn các giai đoạn trước đó), chi tích luỹ chiếm tỷ trọng 39,2% tổng số chi Ngân sách, (thấp hơn các giai đoạn trước đó).
Sau ngày thống nhất Tổ quốc, công tác lập và chấp hành Ngân sách quy định tại Điều lệ ban hành theo Nghị định số 168/CP ngày 20/10/1961 đã sớm được triển khai thống nhất, phù hợp với những đặc điểm kinh tế - xã hội của cả nước. Trong khâu lập Ngân sách, do đặc điểm còn lưu hành hai đồng tiền, nên đầu năm 1996, dự thảo Ngân sách Nhà nước được xây dựng và chia làm hai phần: Phần thực hiện ở miền Bắc và phần thực hiện ở miền Nam. Tháng 7/1976, sau khi bầu cử Quốc hội khoá V và hoàn thành thống nhất Tổ quốc về mặt Nhà nước, theo phương hướng nhiệm vụ kinh tế - xã hội điều chỉnh. Hội đồng Chính phủ đã thông qua Ngân sách Nhà nước điều chỉnh theo đồng tiền quy đổi chung của cả nước. Trình tự lập Ngân sách, phê chuẩn Ngân sách, thông báo Ngân sách được tổ chức thực hiện cùng một lúc với trình tự xây dựng kế hoạch kinh tế - xã hội của cả nước.
Công tác hạch toán, kế toán Ngân sách cũng từng bước được tăng cường củng cố, phản ánh đúng nội dung thu chi của các đơn vụ dự toán các ngành, các địa phương theo mục lục ngân sách Nhà nước. Chế độ kế toán Ngân sách, chế độ kế toán kho bạc và chế độ kế toán các đơn vị dự toán được thi hành thống nhất trong cả nước. Việc tổng hợp và trình tổng quyết toán Ngân sách Nhà nước để Quốc hội phê chuẩn được đảm bảo cả về mặt nội dung và thời gian. Nhưng so với yêu cầu thì việc quyết toán Ngân sách vẫn là khâu yếu nhất. Do báo cáo quyết toán của các đơn vị, địa phương không đẩy đủ và kịp thời, nên có trường hợp cơ quan tài chính phải chấp nhận số liệu đơn vị lĩnh tiền ở Ngân hàng Nhà nước (bộ phận quản lý quỹ Ngân sách các cấp) để làm số quyết toán chi Ngân sách Nhà nước.
Phân cấp quản lý Ngân sách Nhà nước giữa trung ương và địa phương Sau ngày giải phóng miền Nam, tổ chức bộ máy ngân sách cấp tỉnh sớm hình thành để triển khai Điều lệ phân cấp quản lý tài chính - ngân sách cho các tỉnh, thành phố trực thuộc trung ương theo Nghị định số 118 CP ngày 1/8/1967 đã là một trong những nhân tố góp phần thống nhất Tổ quốc về mặt Nhà nước. Để tăng cường quản lý kinh tế, tăng cường hiệu quả về tài chính, tạo điều kiện cho chính quyền địa phương các cấp phát huy tính chủ động sáng tạo trong lĩnh vực phát triển kinh tế - xã hội, Hội đồng Chính phủ đã ban hành Nghị quyết 108/CP ngày 13/5/1978 quy định trách nhiệm, quyền hạn của chính quyền Nhà nước cấp tỉnh và cấp huyện về quản lý tài chính và quản lý Ngân sách. Đồng thời chỉ ra nhiệm vụ và nội dung công tác lãnh đạo, chỉ đạo của chính quyền mỗi cấp đối với các quỹ tiền tệ không tập trung trong khu vực kinh tế quốc doanh, kinh tế tập thể, cá thể cũng như các quỹ tiền tệ tập trung là Ngân sách, bảo hiểm và tín dụng-ngân hàng.
Theo Nghị quyết 108/CP cơ chế hình thành nguồn thu Ngân sách địa phương được mở rộng bao gồm các nguồn thu dành cho Ngân sách địa phương 100% (thu cố định), thu điều tiết về thu quốc doanh, lợi nhuận của xí nghiệp trung ương, xí nghiệp địa phương và thuế nông nghiệp, thuế công thương nghiệp... Tỷ lệ điều tiết do Chính phủ quy định được ổn định trong một thời gian nhất định. Riêng ở miền Nam được xác định mỗi năm một lần theo tiến độ cải tạo xã hội chủ nghĩa đối với các thành phần kinh tế tập thể và cá thể. Ngoài ra ở một tỉnh nếu thu cố định và thu điều tiết vẫn không đảm bảo yêu cầu nhiệm vụ chi, thì Ngân sách trung ương sẽ trợ cấp cho Ngân sách địa phương.

### Giai đoạn 1980-1985:
Chế độ thu quốc doanh được mở rộng phạm vi áp dụng đối với các hoạt động về vận tải, cảng vụ và kinh doanh nghệ thuật. Mức thu quốc doanh được xác định bằng số tuyệt đối chênh lệch giữa giá bán buôn công nghiệp với giá bán buôn xí nghiệp, giá thành kế hoạch được tính toán hợp lý để có tác dụng khuyến khích xí nghiệp phấn đấu đạt và vượt lợi nhuận định mức
Chế độ phân phối lợi nhuận được sửa đổi từng bước theo hướng kích thích vật chất, tạo khả năng chủ động sản xuất kinh doanh, thực hiện chế độ tạo vốn tự có và tự chủ tài chính cho xí nghiệp, đồng thời quy định nguyên tắc sử dụng vốn tự có để bổ sung vốn lưu động và vốn đầu tư xây dựng cơ bản của xí nghiệp.
Ngân sách Nhà nước đã phân phối vốn cho tích luỹ 10,51 lần và cho tiêu dùng bằng 12,93 lần so với giai đoạn 1976 - 1980. Cơ cấu chi Ngân sách một mặt phản ánh chủ trương của Nhà nước tạo vốn tự có cho xí nghiệp để đầu tư chiều sâu, mở rộng sản xuất và bổ sung vốn lưu động không còn hoàn toàn dựa vào vốn Ngân sách cấp phát; mặt khác phản ánh yêu cầu cấp bách phải thực hiện các chính sách chế độ của Nhà nước về y tế, giáo dục, văn hóa, xã hội và chính sách về tiền lương, trợ cấp để giảm bớt khó khăn về đời sống cho cán bộ công nhân viên lực lượng vũ trang trong tình hình giá cả biến động. Trong chi về tích luỹ, vốn xây dựng cơ bản chiếm tỷ trọng 87,55 và bằng 10,63 lần giai đoạn 1976 - 1980, vốn lưu động và vốn dự trữ chiếm tỷ trọng 12,5% và bằng 9, 49 lần giai đoạn 1976 - 1980.
Công tác lập và chấp hành NSNN giai đoạn này đã đi vào nề nếp góp phần thúc đẩy công tác quản lý kinh tế - tài chính và đề cao trách nhiệm của các ngành, các cấp, các đơn vị trong việc thực hiện nhiệm vụ thu chi Ngân sách. Khâu lập kế hoạch Ngân sách, bước đầu đã có sự phối hợp giữa Bộ Tài chính và Uỷ ban Kế hoạch Nhà nước về những chỉ tiêu kinh tế tổng hợp có liên quan đến kế hoạch Ngân sách, đặc biệt là khả năng vốn Ngân sách đầu tư cho XDCB và cân đối vật tư cho những sản phẩm chủ yếu có tích luỹ tiền tệ cao. Khâu chấp hành Ngân sách từng bước được chấn chỉnh, chủ trương phân cấp quản lý tài chính - ngân sách cho địa phương đảm nhận những khoản thu chi của mỗi cấp Ngân sách phù hợp với nhiệm vụ kinh tế - xã hội được giao đã thúc đẩy các địa phương tăng cường quản lý sử dụng vốn, kinh phí có hiệu quả cao hơn. Ngành tài chính cũng đã tiến hành thanh tra Ngân sách ở một số địa phương, qua đó đã xử lý một số vụ việc vi phạm kỷ luật tài chính, xuất toán những khoản chi sai chế độ, thu hồi các quỹ trái phép, phát hiện và kiến nghị nộp vào Ngân sách các khoản thu tồn đọng ở các xí nghiệp quốc doanh.
Chất lượng công tác quản lý NSNN của Kho bạc trực thuộc Ngân hàng được nâng lên một bước. Về thu, cùng với cơ quan Tài chính đồng cấp, kho bạc đã đôn đốc các đơn vị kinh tế những khoản phải nộp và phân chia số thu được vào các quỹ của các cấp Ngân sách theo tỷ lệ điều tiết quy định. Về chi, việc cấp phát kinh phí Ngân sách cho các đơn vị dự toán được kho bạc đảm nhiệm trên nguyên tắc sát với khối lượng công việc hàng tháng, hàng quý, không phát quá hạn mức được ngành tài chính phê chuẩn và theo đúng loại, khoản, hạng và một số mục chủ yếu của Mục lục Ngân sách Nhà nước. Về cơ bản, kỷ luật thanh toán trong nền kinh tế quốc dân ban hành theo Quyết định của Hội đồng Bộ trưởng số 172 ngày 9/10/1982 được đảm bảo, trong đó thứ tự ưu tiên: Chi trả lương, các khoản nộp Ngân sách, sau đó mới đến thanh toán các khoản nợ khách hàng và ngân hàng.
Trước yêu cầu cải tiến kế hoạch hóa và quản lý kinh tế, để khắc phục tình trạng tập trung quan liêu bao cấp và phân tán, tùy tiện trong cơ chế quản lý Ngân sách hiện hành, ngày 19/11/1983, Hội đồng Bộ trưởng đã ban hành Nghị quyết số 138 - HĐBT về cải tiến chế độ phân cấp quản lý Ngân sách cho địa phương nhằm tăng cường sự quản lý thống nhất của TW về các chính sách chế độ thu chi tài chính và tập trung đại bộ phận nguồn vốn vào ngân sách trung ương để đáp ứng những nhu cầu chi quan trọng của cả nước. Mặt khác đề cao trách nhiệm của các cấp chính quyền địa phương trong việc phát triển kinh tế văn hóa và động viên các nguồn tài chính trên lãnh thổ, dành cho các tỉnh, thành phố quyền chủ động xây dựng và thực hiện kế hoạch thu chi Ngân sách địa phương, nhằm đẩy mạnh phát triển sản xuất và cải thiện đời sống vật chất tinh thần cho nhân dân địa phương.

### Từ năm 2000 đến 2025
Với tư cách là công cụ quản lý vĩ mô, là nguồn máu của cơ thể sống, là nguồn lực, bằng chính sách và cơ chế vận hành phù hợp, Tài chính đã góp phần thúc đẩy công cuộc đổi mới, duy trì tốc độ tăng trưởng kinh tế, huy động và tập trung tối đa nguồn lực, kiểm soát bội chi ngân sách nhà nước, ổn định và lành mạnh hóa nền tài chính quốc gia, giải quyết tốt những vấn đề bức xúc về xã hội, giữ vững an ninh quốc phòng, nâng cao tích lũy nội bộ nền kinh tế, tạo điều kiện vững chắc cho những bước phát triển cao hơn trong thế kỷ 21.
Trong 10 năm đổi mới và mở cửa, nền tài chính quốc gia của Việt Nam đã được xây dựng và phát triển. Hệ thống tài chính của cơ chế kinh tế mới, kinh tế thị trường, mở cửa đã được tạo dựng. Tài chính đã từng bước làm tốt vai trò động viên, phân phối nguồn lực, quản lý, kiểm soát và giám sát vĩ mô nền kinh tế quốc dân. Đổi mới tư duy quản lý kinh tế, những nhận thức mới về hoạt động tài chính trong quá trình cải cách kinh tế và xây dựng kinh tế thị trường ở Việt Nam đã được hình thành. Bằng những chủ trương, chính sách đúng đắn, bằng sự nỗ lực của toàn ngành Tài chính, chúng ta đã động viên hợp lý sức người, sức của trong cả nước, thu hút có chủ định các nguồn vốn từ nước ngoài để phát triển kinh tế, xây dựng nước Việt Nam XHCN giàu, mạnh, xã hội công bằng văn minh. Với nhận thức, kinh tế là gốc của tài chính, nền tài chính mạnh là nền tài chính được vận hành trong một nền kinh tế phát triển bền vững. Vì vậy, trong suốt mười năm đổi mới, tài chính Việt Nam luôn hướng về phục vụ, khuyến khích sản xuất, kinh doanh phát triển. Nhận thức rõ tiết kiệm là quốc sách, không chỉ chăm lo cho sản xuất phát triển, chăm lo động viên nguồn lực tài chính, mà còn coi trọng phân phối, sử dụng nguồn lực sao cho có hiệu quả, tiết kiệm. Kiện toàn tổ chức bộ máy và nâng cao năng lực, hiệu lực quản lý điều hành của ngành tài chính.
Ngày 18 tháng 2 năm 2025, Bộ Kế hoạch và Đầu tư sáp nhập, hợp nhất với Bộ Tài chính, theo Nghị quyết của Quốc hội Việt Nam trong phiên họp không thường kỳ.

## Lãnh đạo Bộ hiện nay
- Bộ trưởng: Nguyễn Văn Thắng, Ủy viên Trung ương Đảng, Bí thư Đảng ủy Bộ [6]
- Các Thứ trưởng:
  1. Cao Anh Tuấn [7]
  2. Nguyễn Đức Chi [8]
  3. Lê Tấn Cận [9]
  4. Bùi Văn Khắng [10]
  5. Trần Quốc Phương
  6. Nguyễn Thị Bích Ngọc
  7. Đỗ Thành Trung
  8. Nguyễn Đức Tâm
  9. Hồ Sỹ Hùng

## Cơ cấu tổ chức

### Khối cơ quan tham mưu, tổng hợp
- Văn phòng Bộ
- Vụ Pháp chế
- Vụ Tổ chức cán bộ
- Cục Kế hoạch - Tài chính

### Khối cơ quan chuyên ngành
- Vụ Ngân sách nhà nước
- Vụ Phát triển hạ tầng
- Vụ Giám sát và Thẩm định đầu tư
- Vụ Tài chính - Kinh tế ngành
- Vụ Kinh tế địa phương và lãnh thổ
- Vụ Quốc phòng, an ninh, đặc biệt (Vụ I)
- Vụ Quản lý quy hoạch
- Vụ Các định chế tài chính
- Cục Quản lý công sản
- Cục Quản lý nợ và Kinh tế đối ngoại
- Cục Quản lý đấu thầu
- Cục Quản lý, giám sát bảo hiểm
- Cục Quản lý, giám sát kế toán, kiểm toán
- Cục Quản lý giá
- Cục Phát triển doanh nghiệp nhà nước
- Cục Phát triển doanh nghiệp tư nhân và kinh tế tập thể
- Cục Đầu tư nước ngoài
- Cục Công nghệ thông tin và chuyển đổi số
- Cục Quản lý, giám sát chính sách thuế, phí và lệ phí
- Cục Thuế
- Cục Hải quan
- Cục Dự trữ Nhà nước
- Cục Thống kê
- Kho bạc Nhà nước
- Ủy ban Chứng khoán Nhà nước

### Khối đơn vị sự nghiệp
- Viện Chiến lược và Chính sách kinh tế - tài chính
- Học viện Tài chính
- Trường Đại học Tài chính - Marketing
- Trường Đại học Tài chính Quản trị kinh doanh
- Trường Đại học Tài chính - Kế toán
- Học viện Chính sách và Phát triển
- Trường Bồi dưỡng cán bộ Kinh tế - Tài chính
- Báo Tài chính - Đầu tư
- Tạp chí Kinh tế - Tài chính
- Nhà Xuất bản Tài chính

### Khối đơn vị đặc thù
- Bảo hiểm Xã hội Việt Nam